# Stile revival coloniale spagnolo

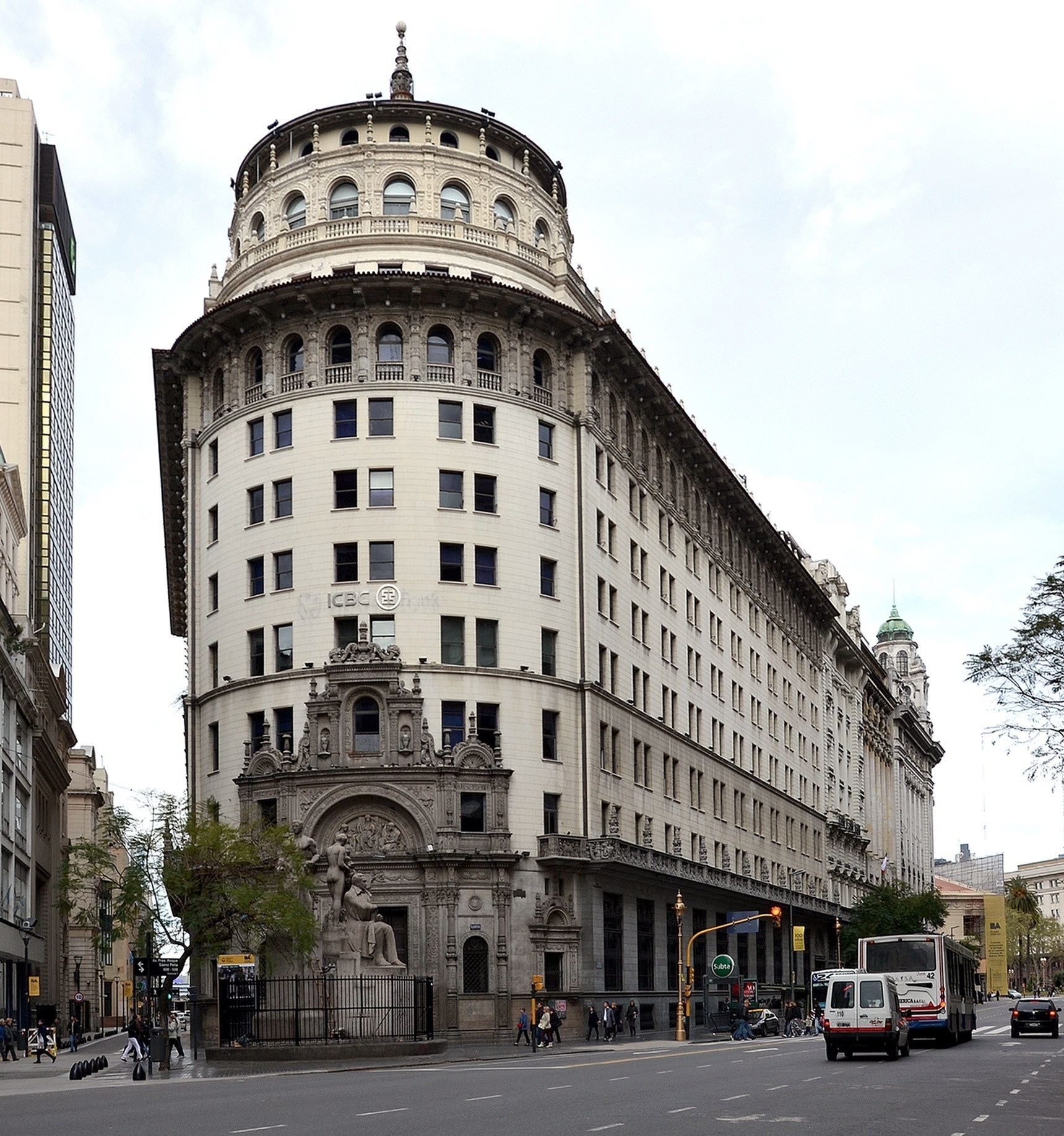
Edificio della First National Bank of Boston, Buenos Aires (1924)

Lo Stile revival coloniale spagnolo (in inglese: Spanish Colonial Revival Style) è uno stile architettonico degli Stati Uniti diffusosi all'inizio del XX secolo e basato sull'architettura coloniale spagnola del periodo della colonizzazione spagnola delle Americhe.
La Panama-California Exposition del 1915 a San Diego, evidenziò il lavoro dell'architetto Bertram Goodhue che è considerato l'inventore di questo stile. Diffuso principalmente in California e in Florida, lo stile revival coloniale spagnolo raggiunse il picco della propria popolarità tra il 1915 ed il 1931.

## Storia
I primi esempi di un tentativo di emulare quello che era l'antico stile coloniale spagnolo si possono ritrovare già nello Stile revival mediterraneo e nello stile Mission revival diffusisi tra la fine dell'Ottocento ed i primi del Novecento, ma lo stile revival coloniale spagnolo iniziò a distinguersi come entità separata da questi partendo proprio dalla California dove in particolare esso prese piede presso le città costiere.

### California
Nel 1915 la Panama-California Exposition di San Diego con il lavoro degli architetti Bertram Goodhue e Carleton Winslow Sr., contribuirono a rendere popolare questo stile, identificato come stile nazionale stesso della California che non a caso doveva le proprie origini come colonia proprio al periodo spagnolo. Il miglior esempio di questa nuova architettura è ritenuto certamente essere il California Quadrangle, eretto quale entrata trionfale all'esposizione All'inizio degli anni '20, l'architetto Lilian Jeannette Rice predilesse questo stile per lo sviluppo urbanistico della città di Rancho Santa Fe nella Contea di San Diego. La città di Santa Barbara adottò questo stile per la ricostruzione della città dopo il tremendo terremoto che colpì l'area nel 1925. La Santa Barbara County Courthouse fu uno dei primi edifici amministrativi costruiti in questo stile. Ole Hanson utilizzò questo stile per lo sviluppo di San Clemente, California nel 1928. La Pasadena City Hall e la Beverly Hills City Hall sono altri pregevoli esempi di questo stile architettonico.

## Lo stile fuori dagli Stati Uniti

### Messico

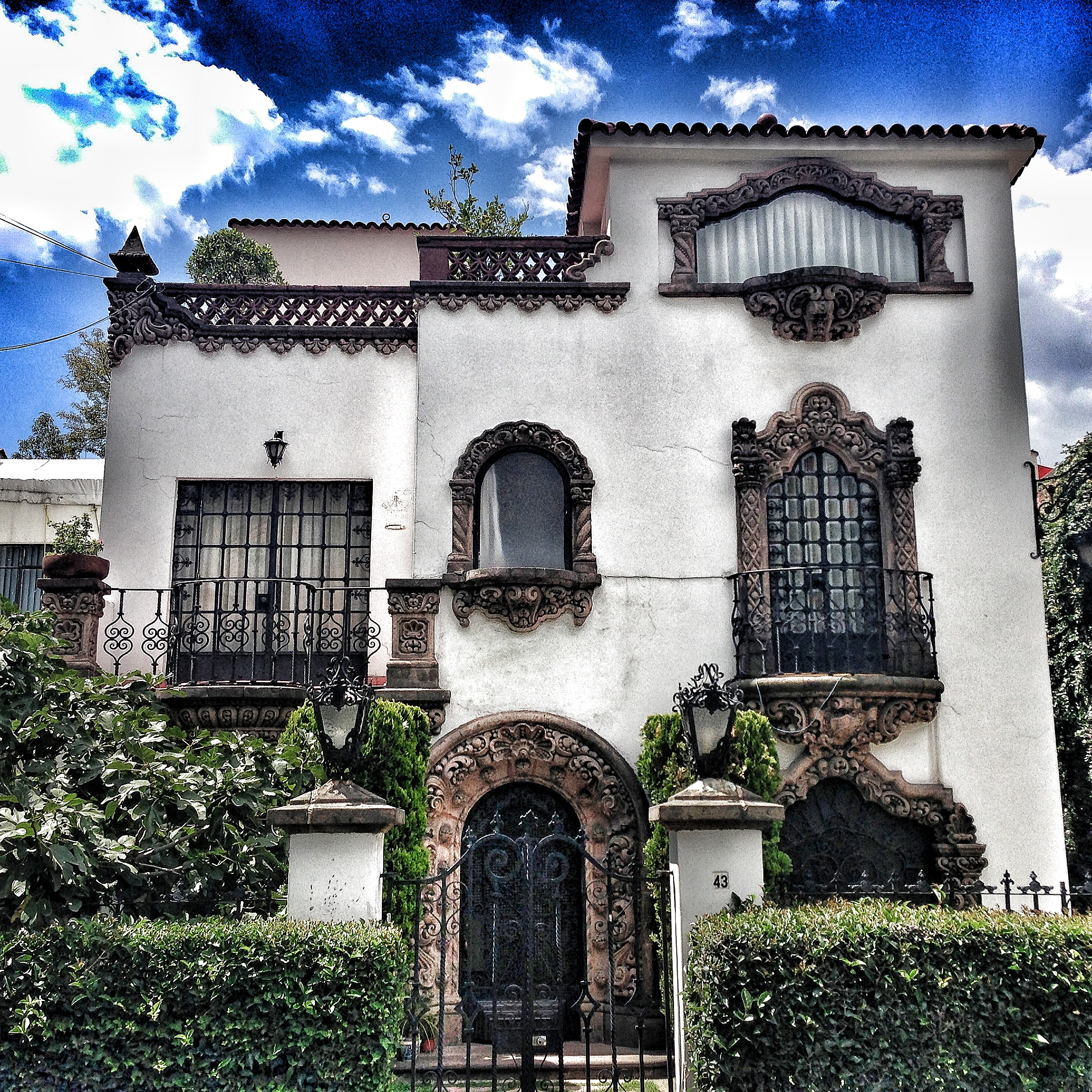
Una casa di stile revival coloniale spagnolo a Colonia Nápoles, Città del Messico

Lo stile iniziò poco dopo la sua nascita a diffondersi anche al di fuori degli Stati Uniti, ad esempio a Città del Messico, altra città che nella sua storia era stata fortemente influenzata dalla presenza dei coloni spagnoli e del loro stile architettonico. Molte case edificate secondo questo stile si possono ancora oggi ammirare a Colonia Nápoles, Condesa, Polanco e Lomas de Chapultepec a Città del Messico.

### Filippine
Dopo più di 300 anni di colonizzazione spagnola e con l'amministrazione affidata alla provincia della Nuova Spagna (Messico), le Filippine ricevettero influenze iberiche e latinoamericane nella loro architettura nazionale. Allo stile revival coloniale spagnolo, dunque, si assommarono tutti gli stili iberici come il Mission Revival, un connubio che è ancora oggi possibile osservare nel famoso Manila Hotel disegnato dall'architetto William E. Parsons e costruito nel 1909. Altri esempi si trovavano al Gota de Leche, al Paco Market, e in tutto il paese specialmente per chiese e cattedrali, ma la maggior parte di questi edifici sono oggi perduti a causa di terremoti e in particolare per i bombardamenti americani su Manila durante la Seconda guerra mondiale, contro i giapponesi.

### Australia

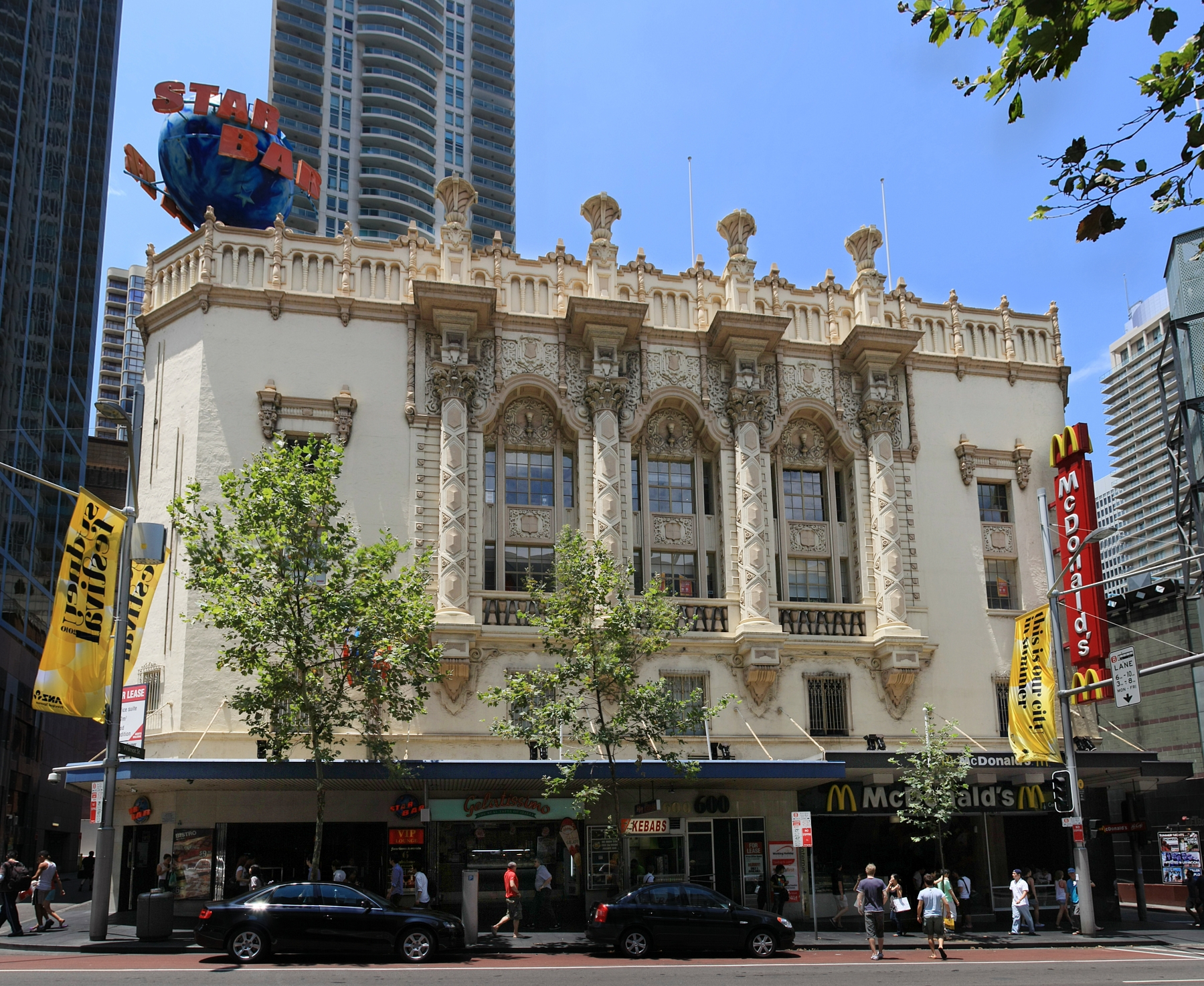
Il Plaza Theatre a Sydney, Australia

Influenti architetti australiani come Emil Sodersten e Leslie Wilkinson adottarono questo stile anche in Australia all'inizio degli anni '20 ritenendolo maggiormente adatto per il clima e lo stile di vita australiano. Esempi di questo stile si possono trovare oggi a Boomerang, ad Elizabeth Bay. Il Plaza Theatre di Sydney è un rinomato cinema costruito in questo stile.

### Cina
Numerose case in stile revival coloniale spagnolo vennero costruite anche a Shanghai, in particolare in occasione della Concessione francese degli anni '30. Sebbene la Cina non fosse culturalmente e storicamente collegata al mondo ispanico, furono probabilmente i film hollywoodiani dell'epoca ad influenzare in questo senso la società cinese ad adottare questo stile.

## Caratteristiche

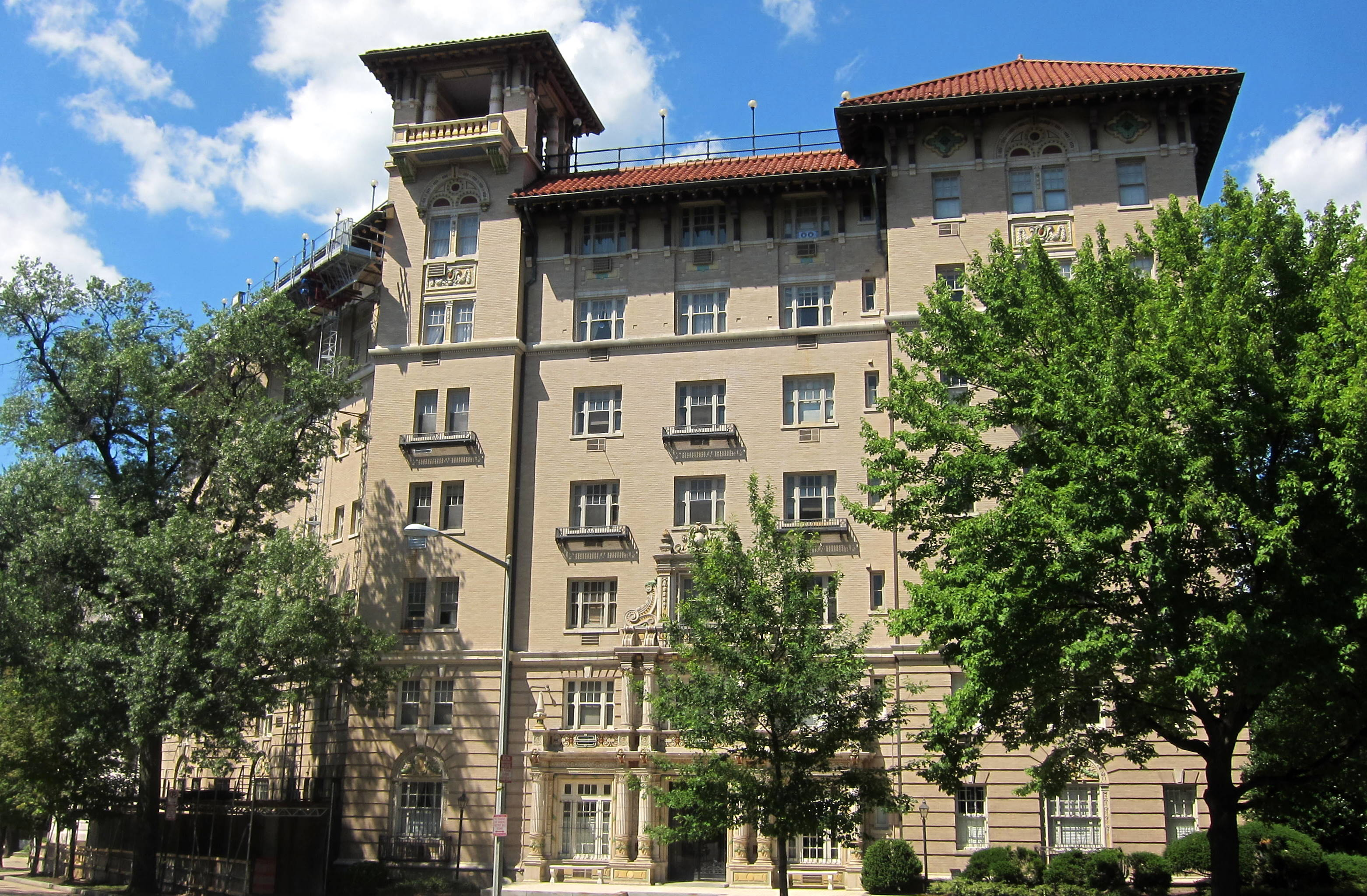
Il Woodward Condominium (costruito nel 1910) a Washington, D.C.

Lo stile revival coloniale spagnolo integra elementi derivati dallo stile Mission Revival della California e dall'architettura Pueblo Revival del Nuovo Messico. Entrambi questi stili erano stati resi profondamente popolari dall'architetto Fred Harvey con il deposito ferroviario e gli hotels della Atchison, Topeka and Santa Fe Railway. Lo stile venne influenzato anche dagli stili American Craftsman e Arts and Crafts Movement.
L'architettura revival coloniale spagnola è caratterizzata dalla combinazione di dettagli di diverse epoche: dal barocco spagnolo allo stile coloniale spagnolo, sino al moresco ed al revival moresco, ed al churrigueresco messicano. Lo stile era contraddistinto dall'uso preponderante dello stucco sui muri e sulle finiture dei camini, con tetti in tegole rosse. Tra le altre caratteristiche si includevano dettagli decorativi in terracotta,  balconate, arcate e dettagli in ferro battuto, cortili di forma rettangolare o piante a "L", sviluppo orizzontale delle strutture principalmente a un unico piano, facciate asimmetriche.

## Esempi

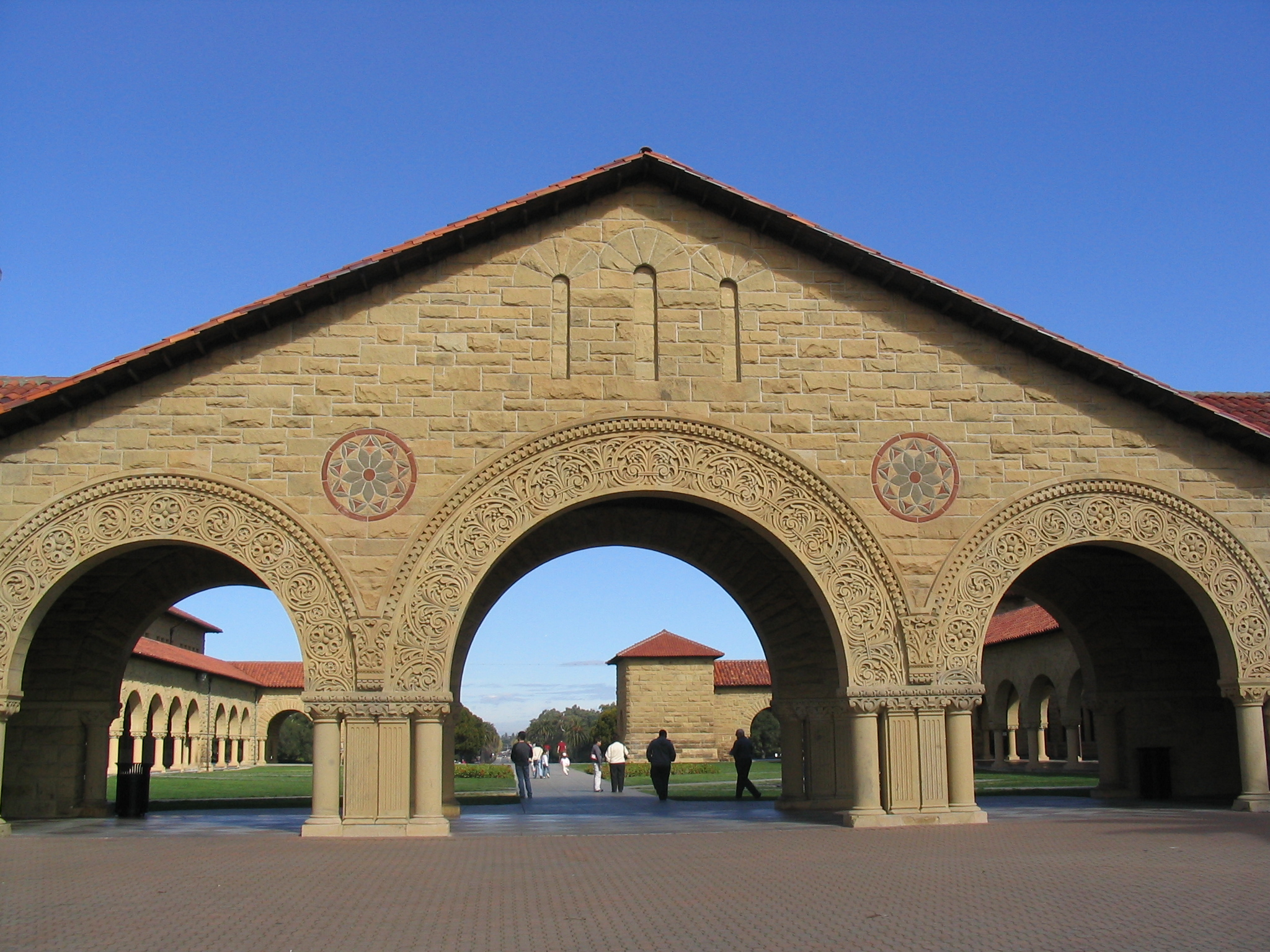
Ingresso della Stanford University

- California Quadrangle e El Prado, Balboa Park, San Diego, California di Bertram Goodhue, per la Panama–California Exposition (1915-15).
- Casa del Herrero, Montecito, California, architetti George Washington Smith e Lutah Maria Riggs, 1926.
- L'ingresso principale e diverse strutture della Stanford University, disegnate da Frederick Law Olmsted, 1886–1891.
- "Casa Dracaena" (nota anche come El Hogar o Heberton House), George Washington Smith residence #1, 1916.
- Santa Barbara County Courthouse, di William Mooser III, a Santa Barbara, California, completata nel 1929.
- George Fearn House a Mobile, Alabama, completata nel 1904.
- Farmer's Bank a Vero Beach, Florida, completata nel 1914.
- Adamson House, "Taj Mahal of Tile" di Stiles O. Clements, a Malibù, California, completata nel 1930.
- Alice Lynch Residence a Los Angeles, California, completata nel 1922
- Marine Corps Recruit Depot, San Diego, California, 1917–1930
- Naval Training Center, San Diego, California, completato nel 1923 (strutture 1–26). Altre fasi completate nel 1936 (caserme 27–30, Camp Lawrence), e nel 1942 (Camp Luce).
- Quapaw Baths a Bathhouse Row, Hot Springs, Arkansas, completati nel 1922.
- "Casa de las Campañas" a Hancock Park district, Los Angeles, California, completata nel 1928.
- C.E. Toberman Estate, di Russell & Alspagh, a Hollywood, California, completata nel 1924.
- Frank H. Upham House ad Altadena, California, completata nel 1928.
- Azalea Court Apartments a Mobile, Alabama, completati nel 1928.
- "La Casa Nueva", Workman and Temple Family Estate, a City of Industry, California, completata nel 1927.
- Castillo Serrallés a Ponce, Porto Rico, completato negli anni '30.
- William S. Hart "La Loma de los Vientos" Ranch, architetto Arthur R. Kelly, Newhall, California, completato nei primi anni '20.
- Gaylord Suites a San Francisco, California, completate nel 1928.
- Randolph Air Force Base (varie strutture) presso San Antonio, Texas, progettate nel 1929.
- Hollywood, Homewood, Alabama, sviluppo residenziale del 1926 di Homewood, Alabama.
- El Capitan Theatre, Hollywood, costruito nel 1928.
- "Death Valley Ranch", "Scotty's Castle," nel Death Valley National Park, iniziato nel 1922 e completato nel 1943.
- Scripps College, di Gordon Kaufmann e Sumner Hunt, a Claremont, California, fondato nel 1926 da Ellen Browning Scripps.
- Hamilton Air Force Base, a San Francisco Bay Area presso Novato, California, completata nel 1934.
- Pima County Courthouse a Tucson, Arizona, disegnata da Roy Place.
- Monastero benedettino di Tucson, Arizona, disegnata da Roy Place. http://www.tucsonmonastery.com/
- Louis P. and Clara K. Best Residence and Auto House, Clausen & Clausen, Davenport, Iowa, costruito nel 1909.
- Pasadena City Hall, di Bakewell and Brown, a Pasadena, California, completato nel 1927.
- Thomas Jefferson Hotel a Birmingham, Alabama, aperto nel 1929.
- Belvedere Apartments a Columbia, Missouri, completati nel 1927.
- El Reno Municipal Swimming Pool Bath House a El Reno, Oklahoma, completata nel 1935.

## Galleria d'immagini

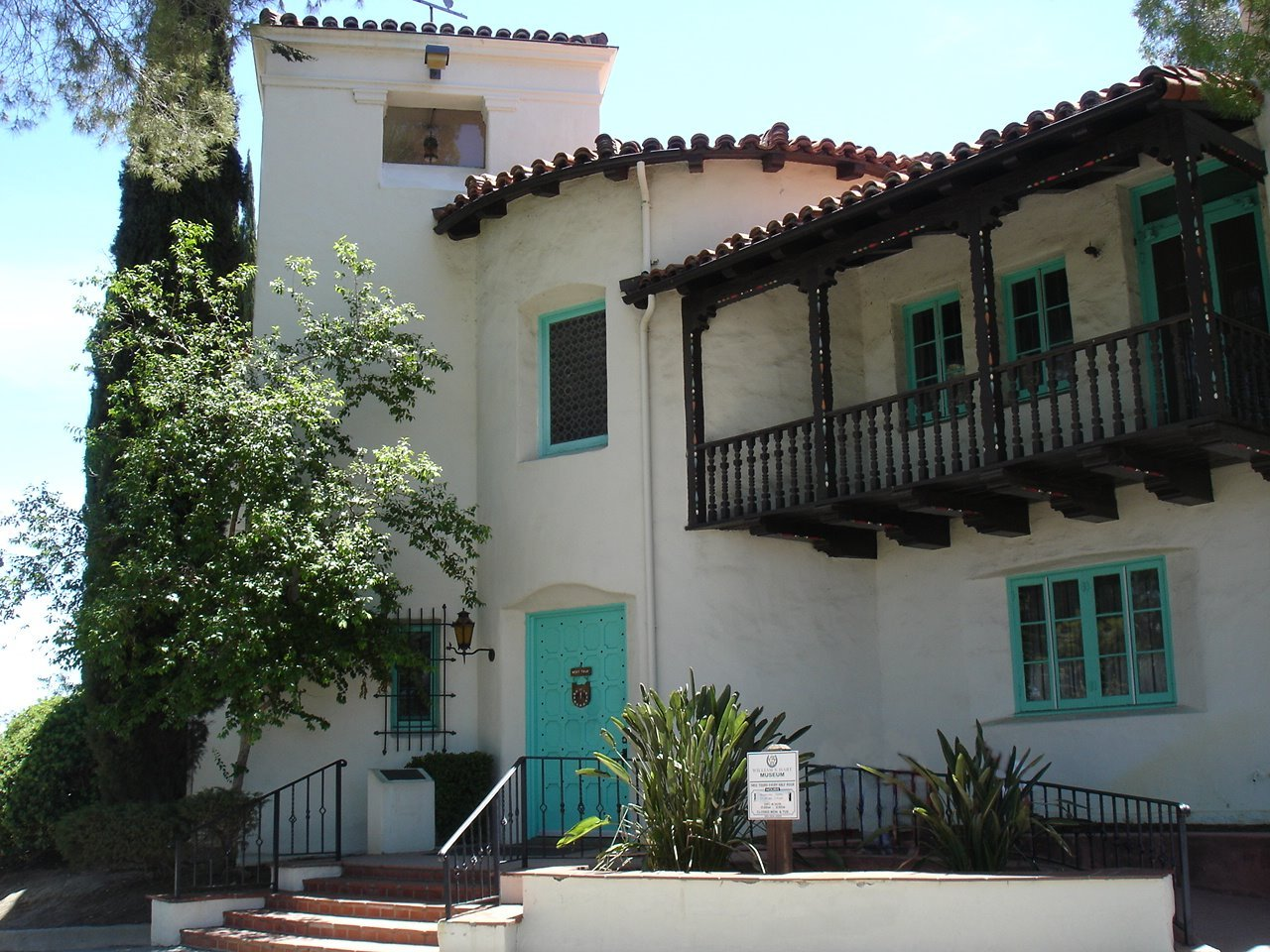
La Loma de los Vientos di William S. Hart, una casa di 22 stanze posta su una collina a Newhall, California, disegnata dall'architetto Arthur R. Kelly e costruita tra il 1924 ed il 1928
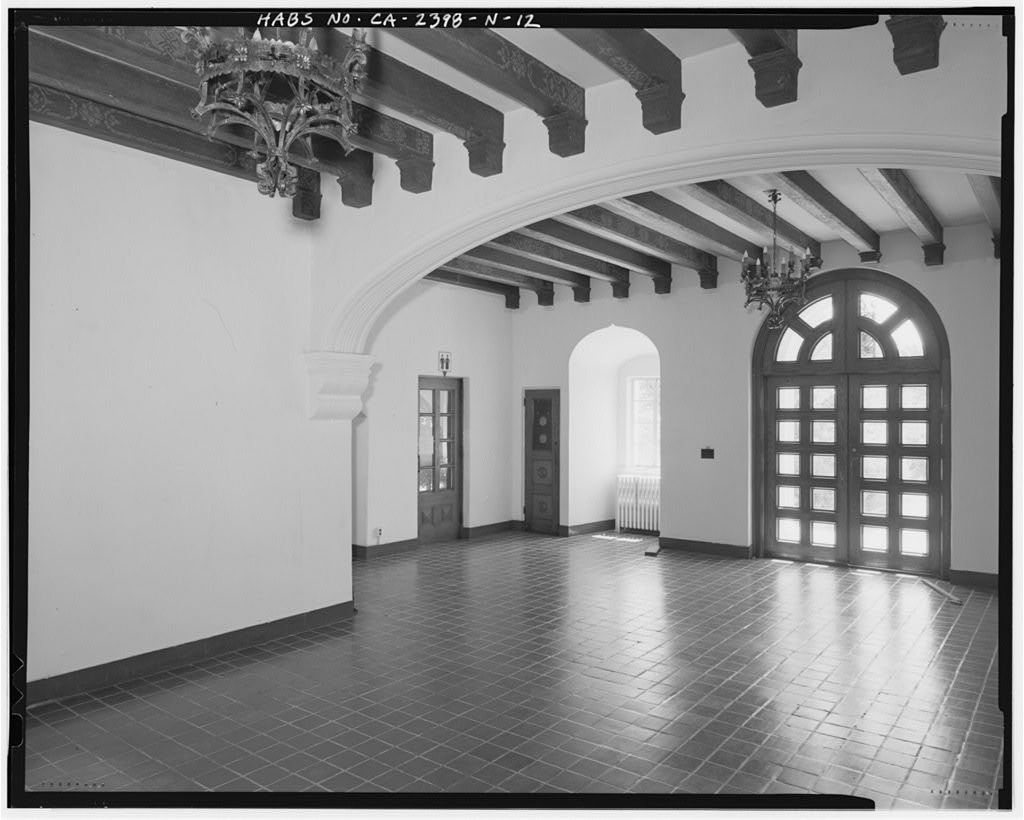
Interno della Hamilton Air Force Base, facility #500, costruita nel 1934 a Novato, California
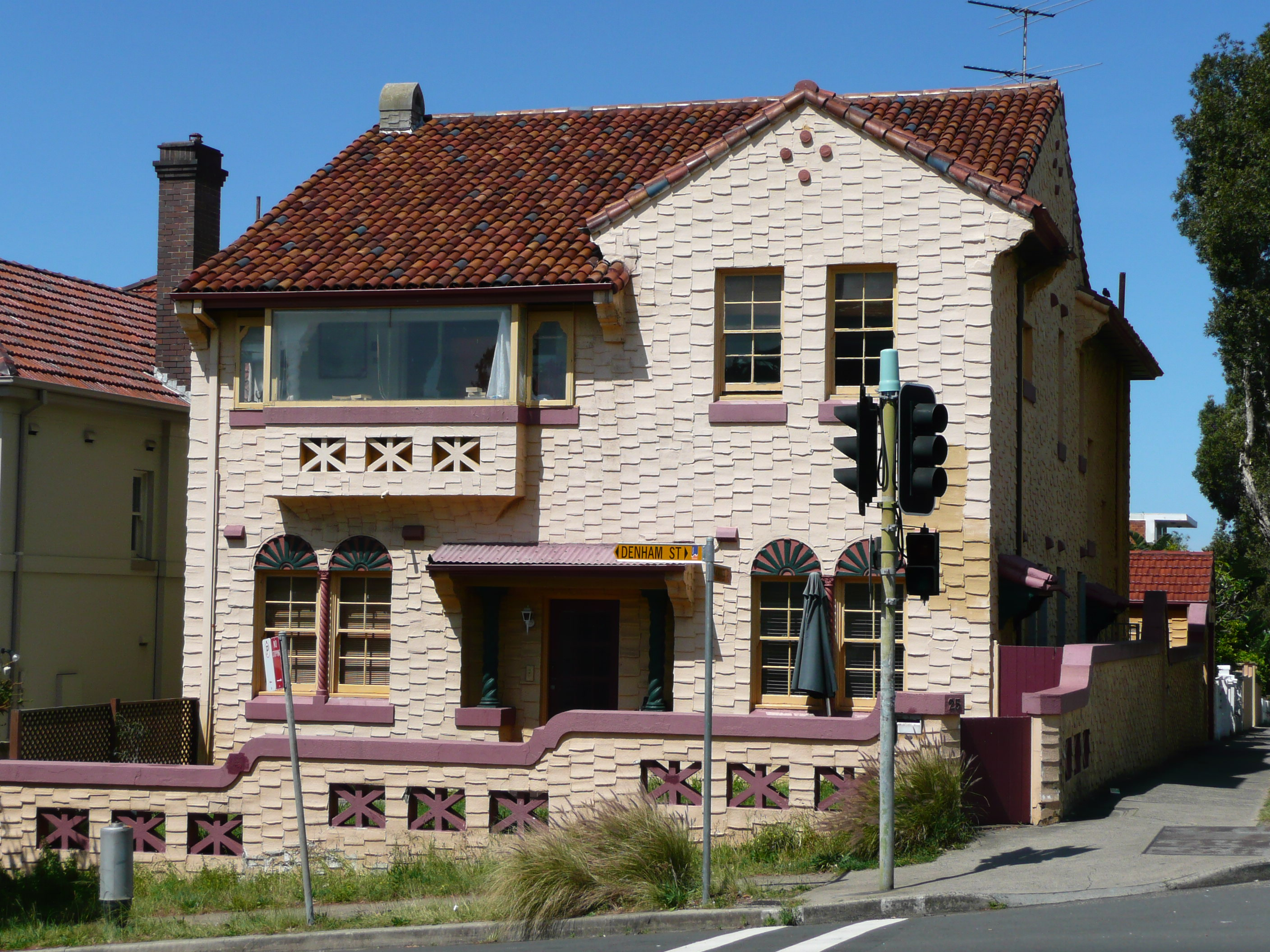
Lo stile si diffuse anche in Australia, a Bondi, Sydney.
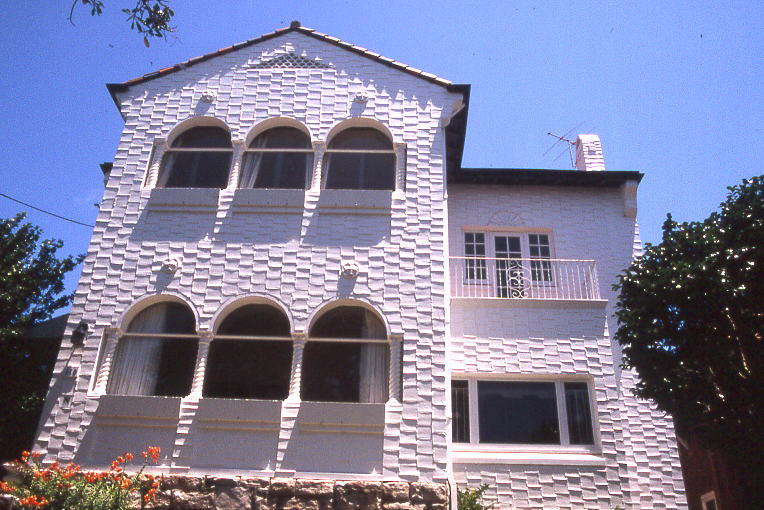
Un esempio del sobborgo di Bellevue Hill presso Sydney.
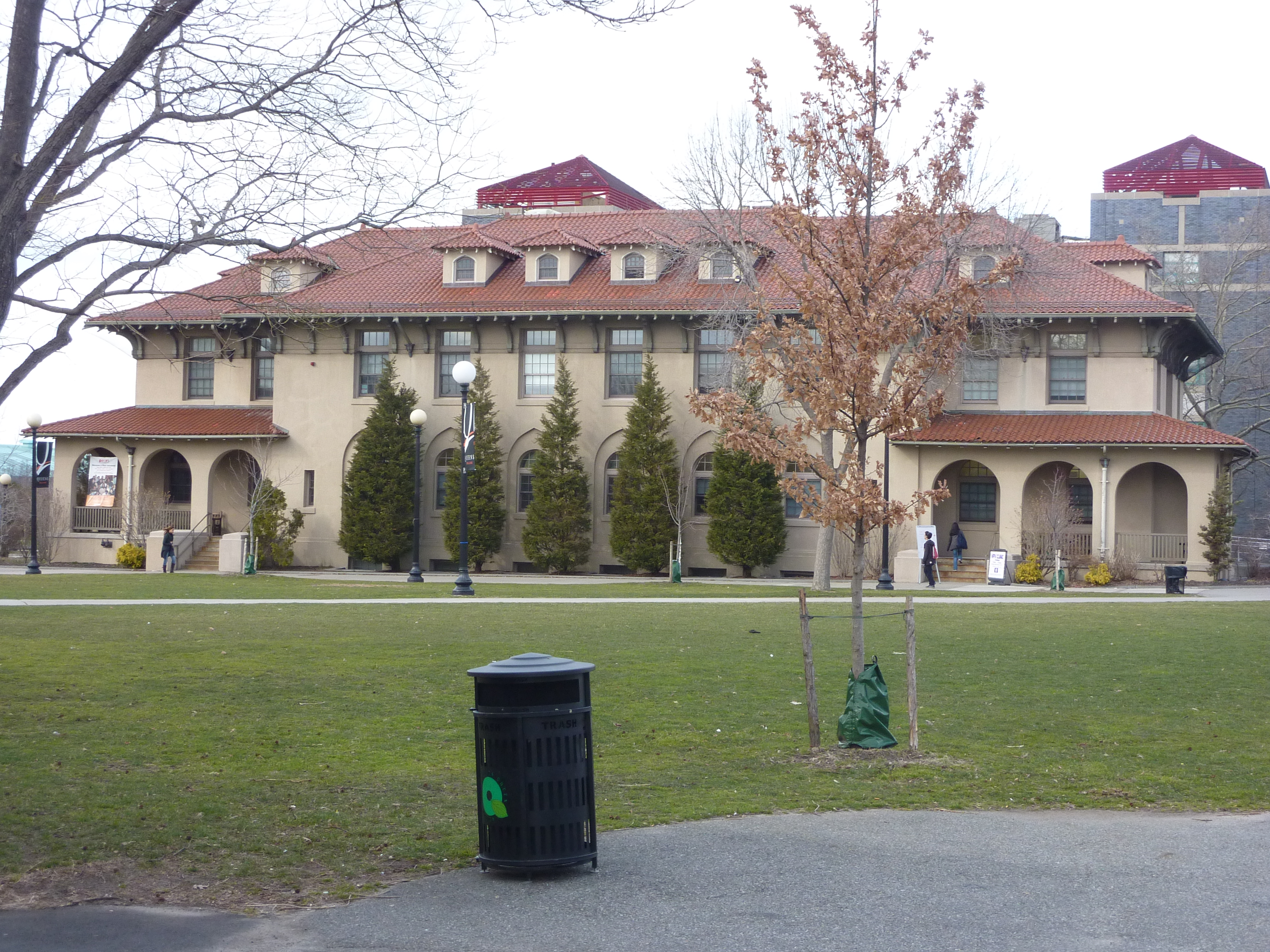
Il Queens College di New York City ha ancora oggi in uso diverse strutture di stile revival coloniale spagnolo dell'inizio del XX secolo.